# Singapur na Plażowych Igrzyskach Azjatyckich 2012
Singapur na III Plażowych Igrzyskach Azjatyckich w 2012 roku reprezentowało dwóch zawodników, wyłącznie kobiet. Był to trzeci start reprezentacji Singapuru na plażowych igrzyskach azjatyckich.

## Wyniki

### Narciarstwo wodne
Singapur w narciarstwie wodnym reprezentowała jedna zawodniczka - Sasha Christian. Startowała w zawodach wakeboardowych. Zwyciężając swoje wyścigi ćwierćfinałowy i półfinałowy, dotarła do finału, gdzie zdobyła trzecie miejsce z wynikiem 53,67 punktów.
| Konkurencja         | Zawodnik        | Ćwierćfinały | Ćwierćfinały | Kwalifikacje ostatniej szansy | Kwalifikacje ostatniej szansy | Półfinał | Półfinał | Finał | Finał   | Klas. końcowa |
| Konkurencja         | Zawodnik        | Wynik        | Miejsce      | Wynik                         | Miejsce                       | Wynik    | Miejsce  | Wynik | Miejsce | Klas. końcowa |
| ------------------- | --------------- | ------------ | ------------ | ----------------------------- | ----------------------------- | -------- | -------- | ----- | ------- | ------------- |
| Wakeborading kobiet | Sasha Christian | 47,23        | 1.           | —                             | —                             | 51,23    | 1.       | 53,67 | 3.      |               |

### Żeglarstwo
W żeglarstwie Singapur reprezentowała jedna surferka - Ruth Wen En Mow, startująca w klasie Techno 293 kobiet. Zajęła 9. miejsce w klasyfikacji generalnej. Najlepsze miejsce w wyścigu zajęła podczas drugiego startu, gdzie uplasowała się na 4. miejscu.
| Konkurencja       | Zawodnik        | Wyścig I | Wyścig II | Wyścig III | Wyścig IV | Wyścig V | Wyścig VI | Wyścig VII | Wyścig VIII | Wyścig IX | Wyścig X | Wyścig XI | Punktów łącznie | Klas. końcowa |
| ----------------- | --------------- | -------- | --------- | ---------- | --------- | -------- | --------- | ---------- | ----------- | --------- | -------- | --------- | --------------- | ------------- |
| Techno 293 kobiet | Ruth Wen En Mow | 6        | 4         | 8          | 9         | 8        | 6         | 7          | 9           | 7         | 9        | 7         | 71              | 9.            |